# مايك أليسون
مايك أليسون (4 أغسطس 1990 بهاميلتون في كندا - ) هو لاعب كرة سلة كندي في مركز هجوم قوي الجسم. لعب مع Durham Wildcats ‏.

## وصلات خارجية
- مايك أليسون على موقع الاتحاد الدولي لكرة السلة (الإنجليزية)
- مايك أليسون على موقع كرة السلة الأوروبية.كوم (الإنجليزية)
- مايك أليسون على موقع كلية كرة السلة في سبورتس رفرنس.كوم (الإنجليزية)
- مايك أليسون على موقع ريلجم (الإنجليزية)